# Diocesi di Saskatoon

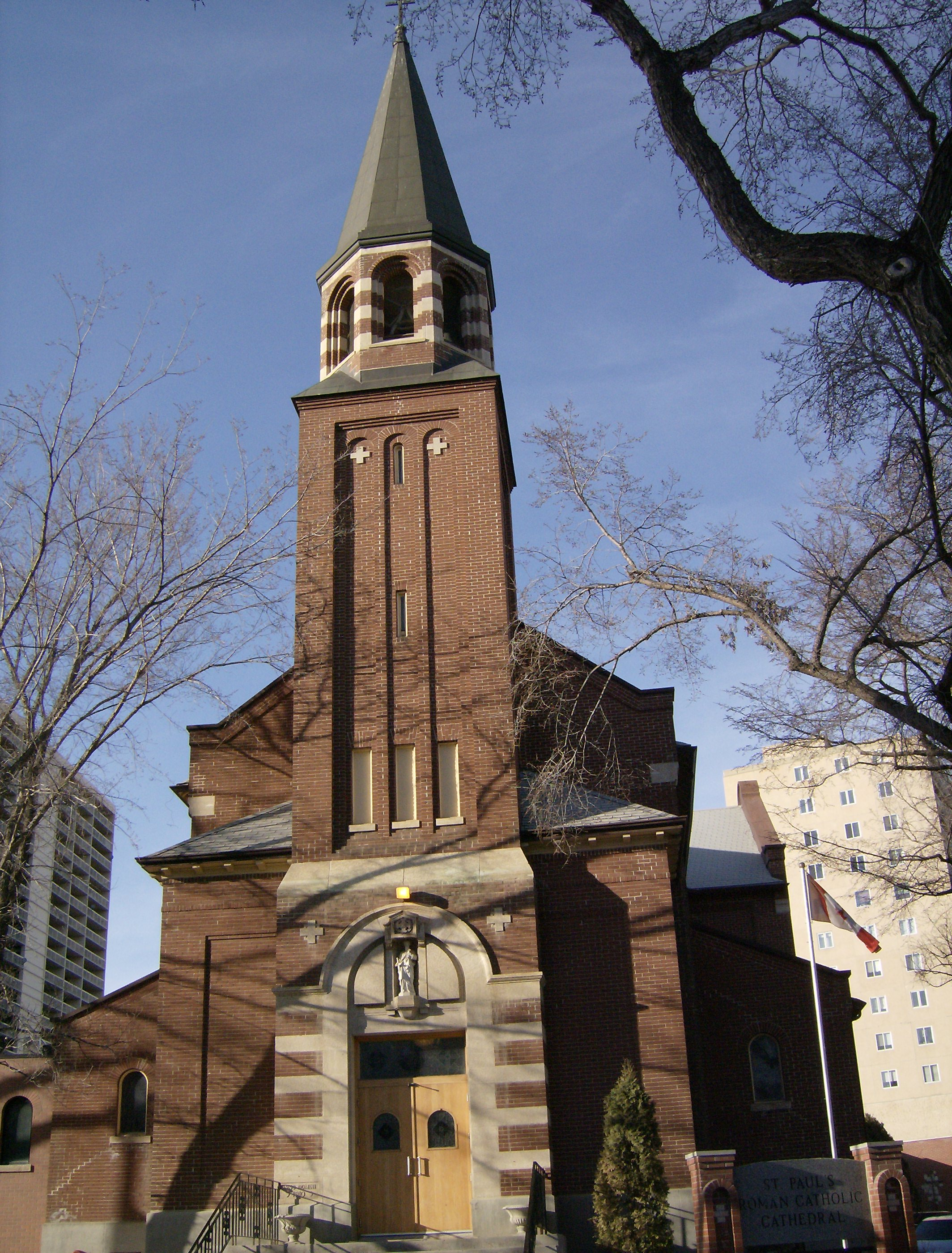
La concattedrale di San Paolo.

La diocesi di Saskatoon (in latino: Dioecesis Saskatoonensis) è una sede della Chiesa cattolica in Canada suffraganea dell'arcidiocesi di Regina. Nel 2022 contava 95.000 battezzati su 406.000 abitanti. È retta dal vescovo Mark Andrew Hagemoen.

## Territorio
La diocesi comprende parte della provincia canadese del Saskatchewan.
Sede vescovile è la città di Saskatoon, dove si trovano la cattedrale della Sacra Famiglia (Cathedral of the Holy Family) e la concattedrale di San Paolo (St. Paul Co-Cathedral). A Muenster sorge la chiesa di San Pietro, già cattedrale dell'abbazia territoriale di Saint Peter-Muenster.
Il territorio è suddiviso in 94 parrocchie.

## Storia
La diocesi è stata eretta il 9 luglio 1933 con la bolla Ecclesiarum omnium di papa Pio XI, in seguito alla divisione della diocesi di Prince Albert-Saskatoon, che ha dato origine anche alla diocesi di Prince Albert.
Il 14 settembre 1998 la diocesi si è ampliata, includendo anche una porzione del territorio della diocesi di Gravelbourg, che contestualmente è stata soppressa, e l'abbazia territoriale di Saint Peter-Muenster, che ha perso il privilegio della territorialità.

## Cronotassi dei vescovi
Si omettono i periodi di sede vacante non superiori ai 2 anni o non storicamente accertati.
- Gerald C. Murray, C.SS.R. † (18 aprile 1934 - 8 gennaio 1944 nominato arcivescovo coadiutore di Winnipeg[1])
- Philip Francis Pocock † (7 aprile 1944 - 6 agosto 1951 nominato arcivescovo coadiutore di Winnipeg[2])
- Francis Joseph Klein † (28 febbraio 1952 - 25 febbraio 1967 nominato vescovo di Calgary)
- James Patrick Mahoney † (20 settembre 1967 - 2 marzo 1995 deceduto)
- James Vernon Weisgerber (7 marzo 1996 - 7 giugno 2000 nominato arcivescovo di Winnipeg)
- Albert LeGatt (26 luglio 2001 - 3 luglio 2009 nominato arcivescovo di Saint-Boniface)
- Donald Joseph Bolen (21 dicembre 2009 - 11 luglio 2016 nominato arcivescovo di Regina)
- Mark Andrew Hagemoen, dal 12 settembre 2017

## Statistiche
La diocesi nel 2022 su una popolazione di 406.000 persone contava 95.000 battezzati, corrispondenti al 23,4% del totale.
| anno | popolazione | popolazione | popolazione | presbiteri | presbiteri | presbiteri | presbiteri                | diaconi | religiosi | religiosi | parrocchie |
| anno | battezzati  | totale      | %           | numero     | secolari   | regolari   | battezzati per presbitero | diaconi | uomini    | donne     | parrocchie |
| ---- | ----------- | ----------- | ----------- | ---------- | ---------- | ---------- | ------------------------- | ------- | --------- | --------- | ---------- |
| 1950 | 28.862      | 150.052     | 19,2        | 62         | 22         | 40         | 465                       |         | 40        | 208       | 35         |
| 1966 | 40.000      | 195.000     | 20,5        | 91         | 43         | 48         | 439                       |         | 53        | 308       | 66         |
| 1970 | 41.000      | 208.900     | 19,6        | 77         | 36         | 41         | 532                       |         | 44        | 242       | 41         |
| 1976 | 44.000      | 190.000     | 23,2        | 78         | 33         | 45         | 564                       |         | 49        | 190       | 40         |
| 1980 | 45.200      | 193.500     | 23,4        | 65         | 30         | 35         | 695                       |         | 38        | 181       | 40         |
| 1990 | 64.305      | 218.000     | 29,5        | 87         | 39         | 48         | 739                       |         | 49        | 173       | 38         |
| 1999 | 93.859      | 318.000     | 29,5        | 96         | 39         | 57         | 977                       |         | 73        | 233       | 112        |
| 2000 | 93.859      | 318.000     | 29,5        | 93         | 38         | 55         | 1.009                     |         | 71        | 233       | 111        |
| 2001 | 101.760     | 318.000     | 32,0        | 92         | 38         | 54         | 1.106                     |         | 70        | 226       | 100        |
| 2002 | 92.800      | 290.000     | 32,0        | 93         | 43         | 50         | 997                       |         | 66        | 224       | 105        |
| 2003 | 89.600      | 280.000     | 32,0        | 108        | 43         | 65         | 829                       |         | 80        | 224       | 105        |
| 2004 | 86.645      | 245.000     | 35,4        | 88         | 38         | 50         | 984                       |         | 65        | 221       | 105        |
| 2010 | 94.000      | 301.000     | 31,2        | 97         | 52         | 45         | 969                       | 3       | 53        | 146       | 96         |
| 2012 | 95.600      | 307.900     | 31,0        | 88         | 49         | 39         | 1.086                     | 3       | 48        | 139       | 96         |
| 2014 | 97.800      | 315.000     | 31,0        | 80         | 41         | 39         | 1.222                     | 4       | 48        | 145       | 95         |
| 2017 | 95.700      | 327.000     | 29,3        | 86         | 48         | 38         | 1.112                     | 4       | 46        | 152       | 94         |
| 2020 | 101.800     | 353.310     | 28,8        | 88         | 56         | 32         | 1.156                     | 5       | 37        | 109       | 94         |
| 2022 | 95.000      | 406.000     | 23,4        | 39         | 9          | 30         | 2.435                     | 4       | 37        | 91        | 94         |